# Capra pyrenaica
Козел піренейський (Capra pyrenaica) — вид ссавців з роду козлів (Capra), поширений на Іберійському півострові. Незважаючи на зовнішні відмінності, абсолютно ясно що він генетично схожий на вид Capra ibex, а згідно з деякими дослідженнями, це навіть єдиний вид.

## Поширення
Країни поширення: Іспанія, Португалія. Цей вид історично проживав по всьому Піренейському півострові, в тому числі на південно-заході Франції, в Іспанії, Андорі, Португалії, Гібралтарі. Вид раніше був рясним на Піренейському півострові і прилеглих районах, але чисельність різко скоротилася через надмірне полювання. Зустрічається від рівня моря до 3400 м. 

## Стиль життя
Мешкає в скелястих місцях проживання. Навіть невеликі скелясті ділянки серед сільськогосподарських угідь і на узбережжі можуть бути використані, хоча скелі і осипи упереміш з чагарником або соснами найтиповіші місця проживання. Часто живе в безпосередній близькості від людей, це відомий і популярний вид. Переселяється легко і може швидко колонізувати нові райони проживання у разі потреби. Це дуже важливий мисливський вид. Харчується травою і лишайниками.
Існує сезонна зміна в соціальній структурі. З листопада по січень, шлюбний сезон, більшість тварин живуть у змішаних стадах по близько 10 осіб. Дорослі самці покидають стадо і створювати у своїх власні групах в лютому. У квітні відбувається подальше розділення, так як неповнолітні обох статей формують групи. Дорослим самицям потім дають спокій, щоб народжувати і виховувати своїх дітей. Змішані групи утворюють знову восени.

## Морфологія

### Морфометрія
Висота в холці: 65-75 см, довжина голови й тіла: 100-140 см, довжина хвоста: 10-15 см, вага: 35-80 кг.

### Опис
Літнє хутро від світло до червоно-коричневого кольору. Роги самців в середньому близько 75 см у довжину.

## Галерея

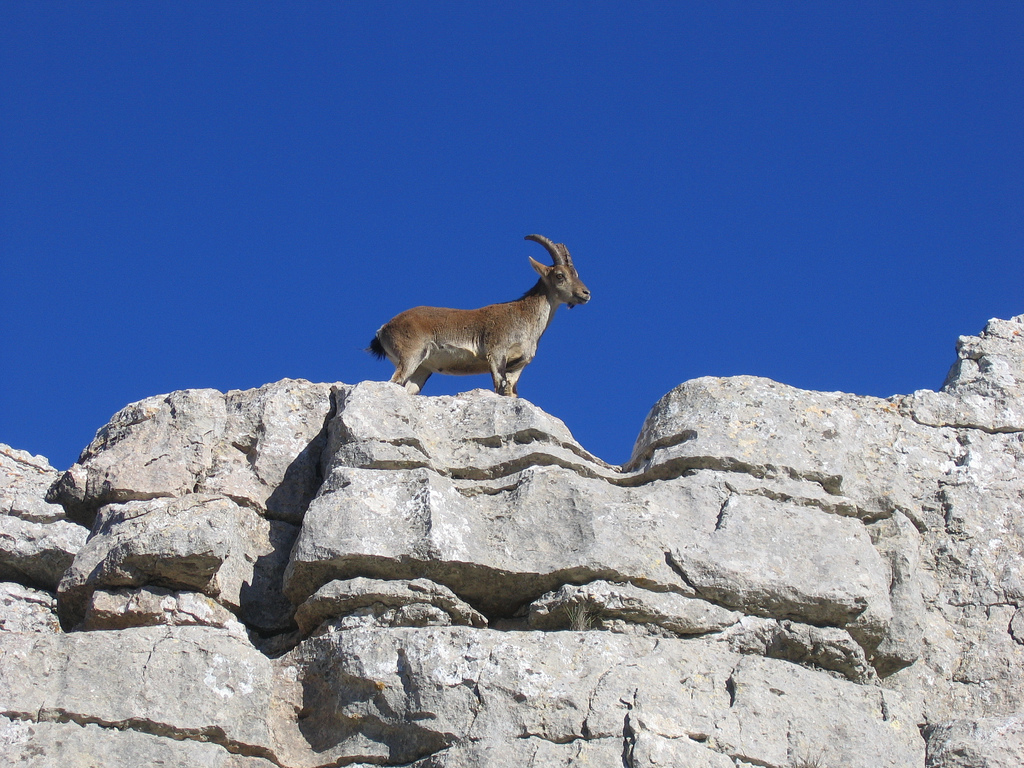
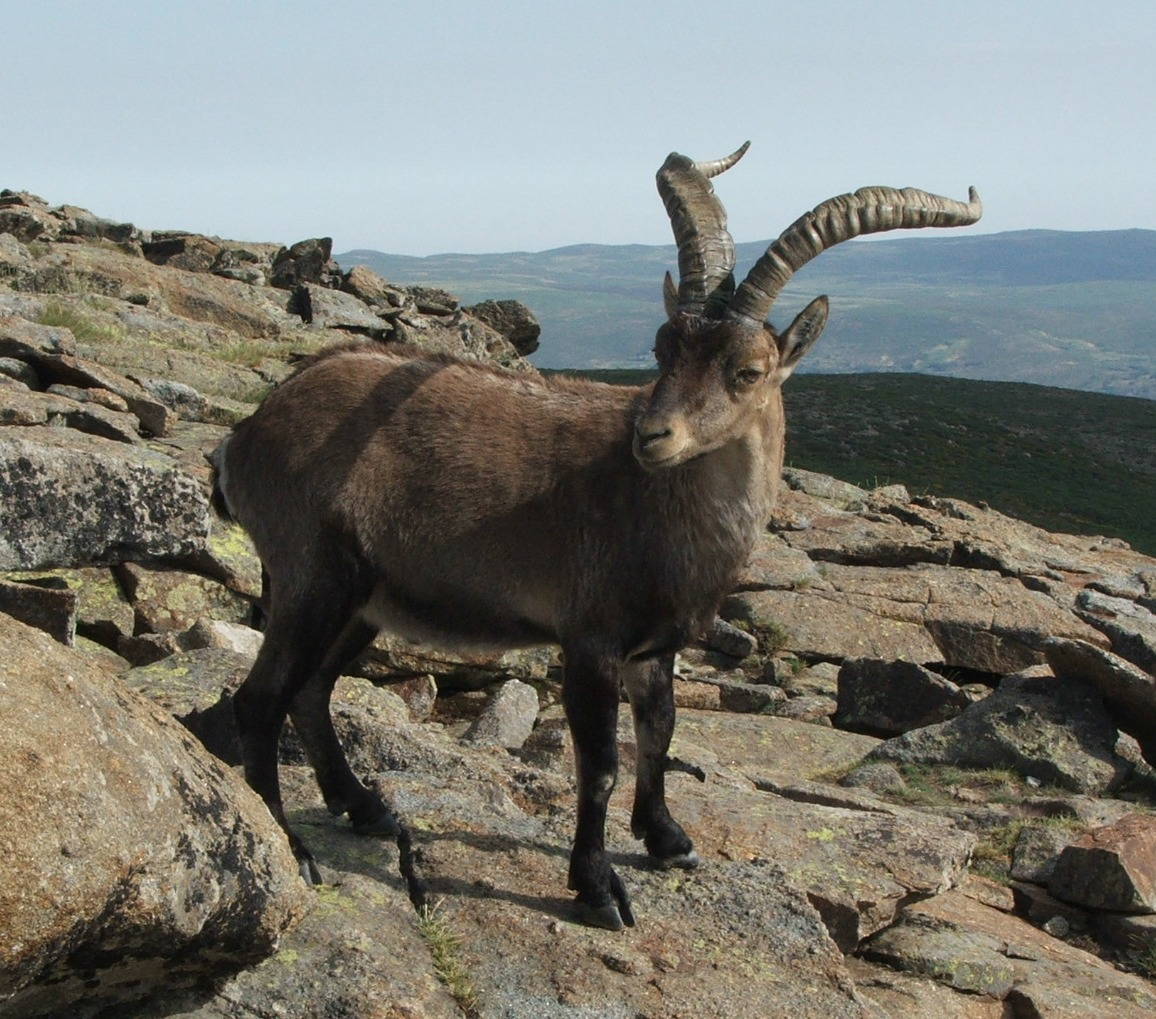
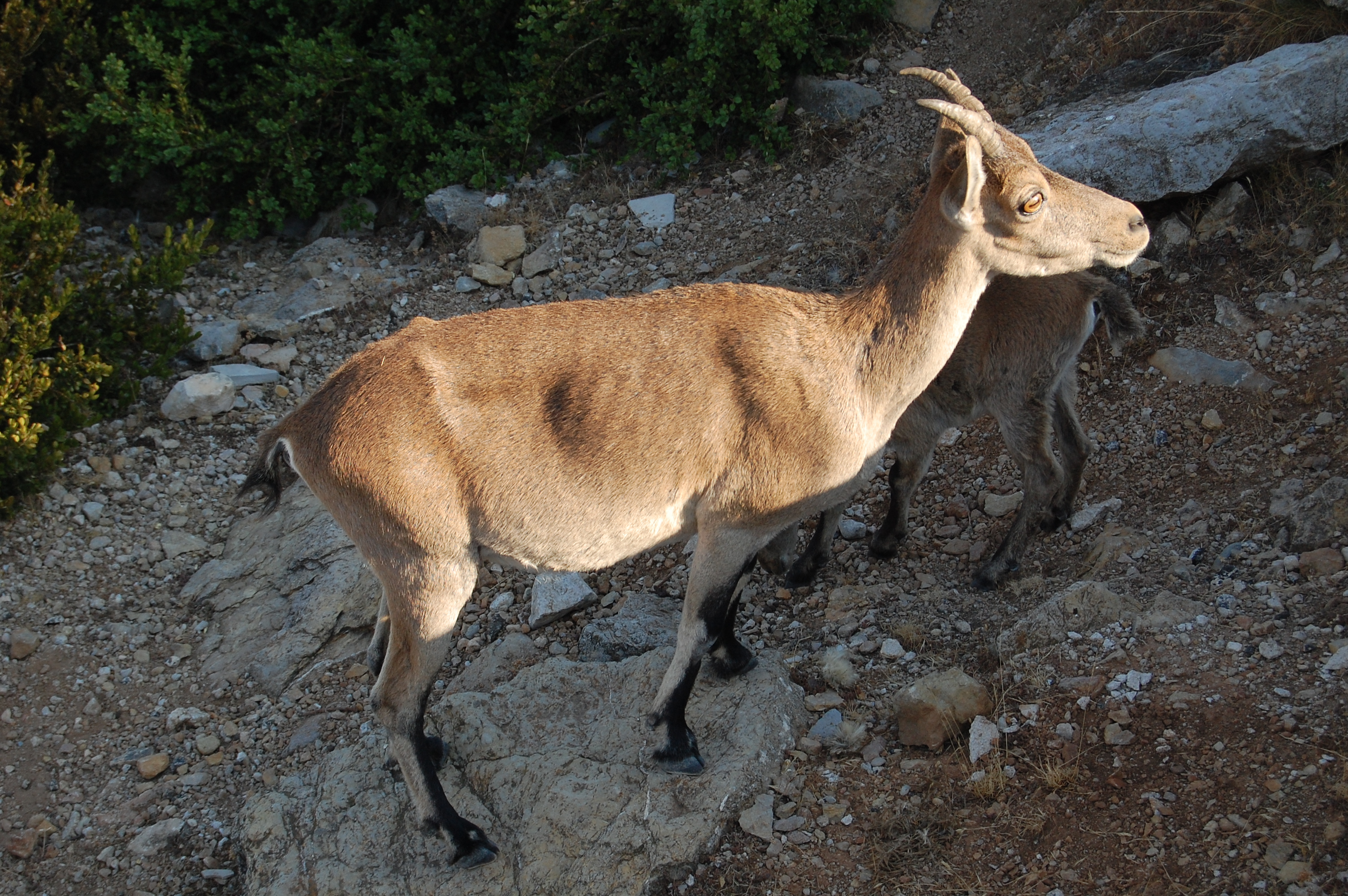
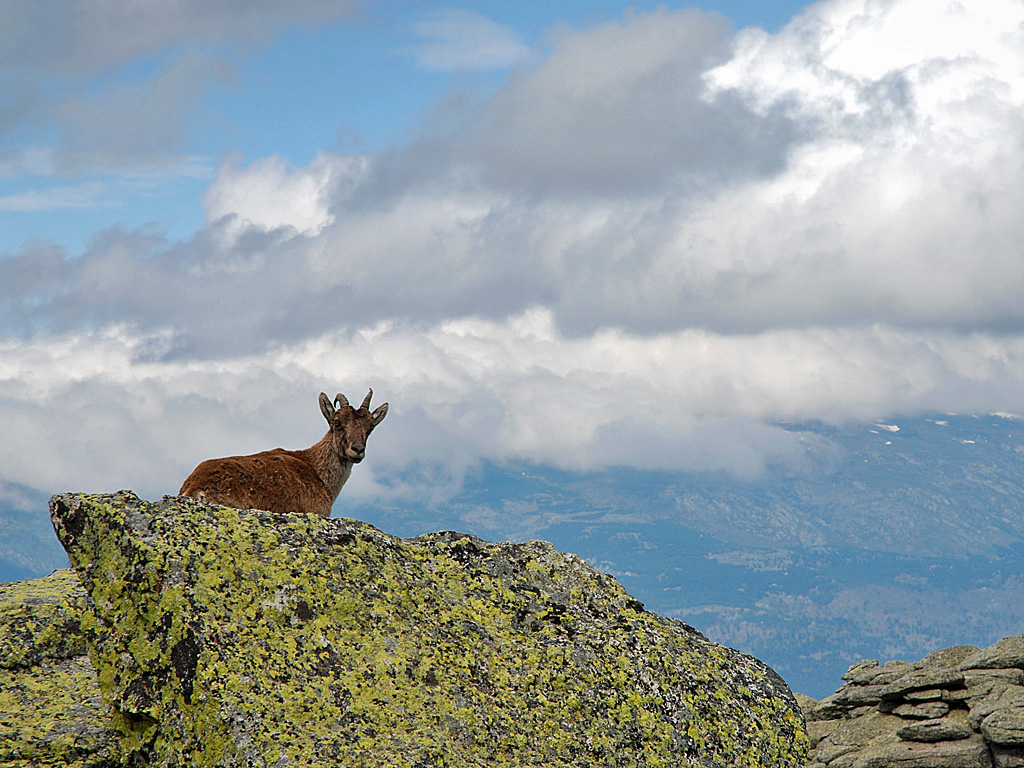
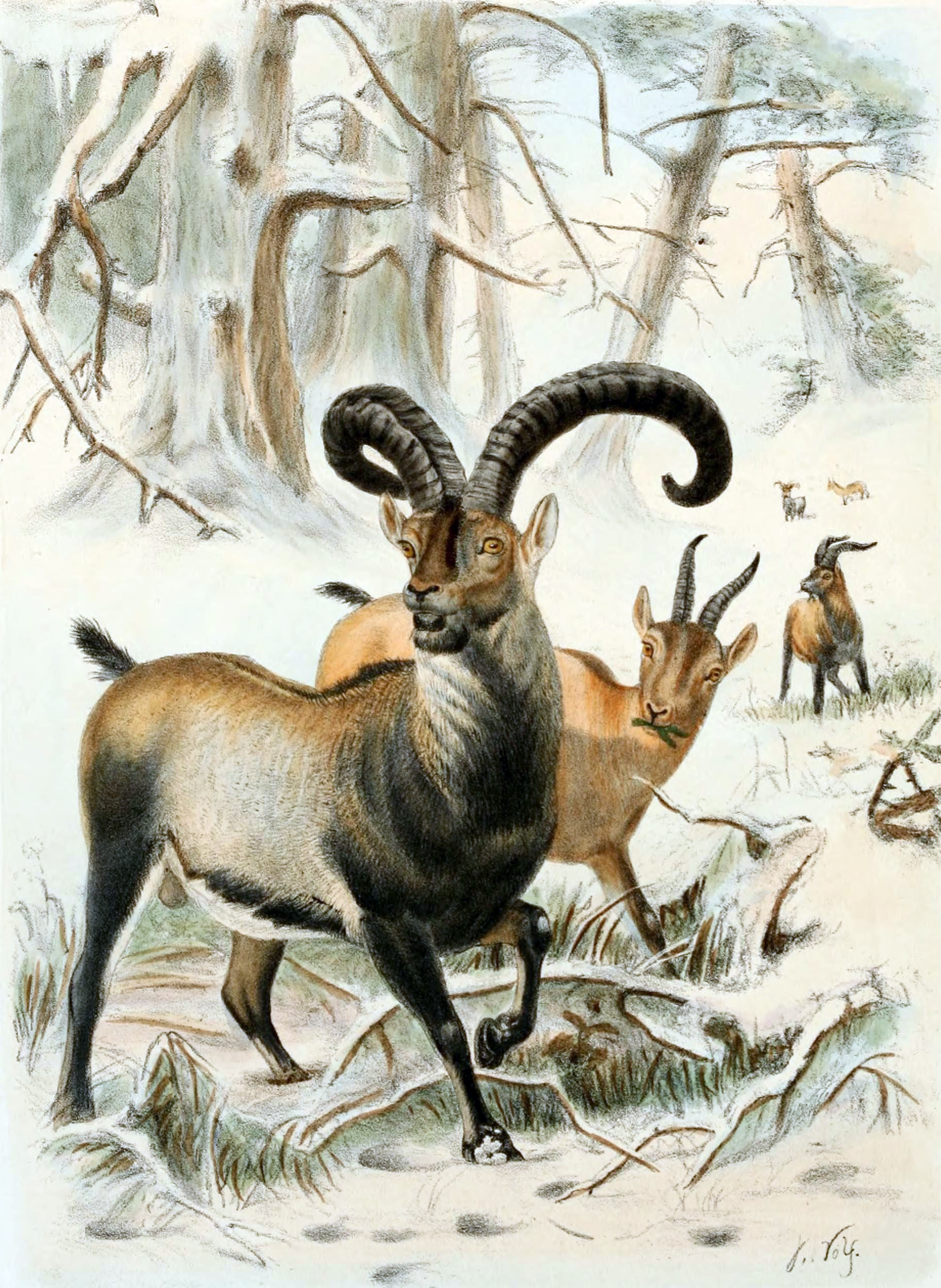

## Підвиди
Capra pyrenaica
- Capra pyrenaica victoriae
- Capra pyrenaica hispanica
- Capra pyrenaica lusitanica†
- Capra pyrenaica pyrenaica†